# Osówko (Tychowo)
Osówko (deutscher Name Wutzow, Kreis Belgard) ist ein Dorf in der polnischen Woiwodschaft Westpommern. Es gehört zur Gemeinde Tychowo (Groß Tychow) im Kreis Białogard (Belgard).

## Geografische Lage
Osówko liegt 15 Kilometer südöstlich von Białogard nahe der Woiwodschaftsstraße 163 Kołobrzeg (Kolberg)–Białogard–Połczyn-Zdrój (Bad Polzin)–Czaplinek (Tempelburg)–Wałcz (Deutsch Krone). Nach Tychowo sind es 13 Kilometer.
Die nächstgelegene Bahnstation ist Podborsko (Kiefheide) an der Bahnstrecke Szczecinek–Kołobrzeg.
Der Ort ist in eine hügelige Landschaft eingebettet, durch die sich die Parsęta (Persante) ihren Weg sucht und die schon vor 1945 wegen ihrer Schönheit das „Wutzower Persante-Tal“ bekannt gemacht hat.

## Geschichte
Nach der Besiedlung im 12. Jahrhundert war Wutzow zunächst ein Lehen derer von Kleist. Im Jahre 1784 bestand es aus dem Rittergut, acht gutsabhängigen Bauern und einem Kossäten. Damals gehörten noch das Vorwerk Diek mit Schäferei und das Feldgut Zuchen, das spätere Heinrichshain, zum Gutsbezirk.
Im Jahre 1801 verkaufte die Familie von Kleist Wutzow an Karl von Ingerleben. Danach wechselte es noch oft seine Besitzer.
Mitte des 19. Jahrhunderts gibt es in Wutzow bereits 24 überwiegend selbständige Landwirtschaftsbetriebe. Es lebten hier 249 Personen in 23 Wohnhäusern. Diese Zahl verdoppelte sich bis 1939 auf 564 Einwohner in 141 Haushaltungen. Wutzow hatte sich zu einem stattlichen Bauerndorf bei einer Flächengröße von 2208 Hektar entwickelt.
Die Landgemeinde Wutzow entstand 1928 aus der bisherigen Gemeinde und den Gutsbezirken Wutzow, Bergen (heute polnisch: Góry) und Woldisch Tychow (Tychówko). Letzter Gemeindebürgermeister vor 1945 war Walter Priebe.
Wutzow gehörte damals zum Amt Vietzow (Wicewo) im Landkreis Belgard (Persante) mit Erich Siefert als Amtsvorsteher. Amtsgerichtsbezirk war Belgard und die Gendarmerie hatte ihren Posten vor Ort.
Anfang März 1945 wurde Wutzow kampflos von den russischen Truppen eingenommen. Die Männer des Dorfes wurden verschleppt, alle übrigen Bewohner mussten Zwangsarbeit verrichten. Wutzow kam in polnische Hand, und die einheimische Bevölkerung wurde vertrieben. Heute ist Osówko ein Teil der Gmina Tychowo im Powiat Białogardzki.

## Standesamt Wutzow
Wutzow war bis 1945 Sitz eines eigenen Standesamtes. Zu seinem Bezirk gehörten auch die Gemeinden Ballenberg (heute polnisch: Biała Góra), Bolkow (Bolkowo) und Vietzow (Wicewo). Letzter deutscher Standesbeamter war Alfred Kuhn.

## Kirche
Wutzow hatte keine eigene Kirche. Kirchdorf war Woldisch Tychow (heute polnisch: Tychówko), in dessen Kirchspiel der Ort eingepfarrt war. Es lag im Kirchenkreis Belgard in der Kirchenprovinz Pommern der evangelischen Kirche der Altpreußischen Union.
Heute gehört Osówko zum Kirchspiel Koszalin (Köslin) in der Diözese Pommern-Großpolen der Evangelisch-Augsburgischen Kirche in Polen.